# Lợn biển
Lợn biển hay heo biển (họ Trichechidae, chi Trichechus; tiếng Anh: manatee hay sea cow) là những loài thú biển lớn, sống hoàn toàn dưới nước, chủ yếu ăn thực vật. Có ba loài được công nhận còn tồn tại của họ Trichechidae, trong số bốn loài của bộ Sirenia: lợn biển Amazon (Trichechus inunguis), lợn biển Tây Ấn (Trichechus manatus), và lợn biển Tây Phi (Trichechus senegalensis). Chúng dài đến 4,0 mét, nặng đến 590 kilogram, và có chân hình mái chèo. Nguồn gốc của cái tên manatee không rõ ràng, với khả năng nó xuất phát từ Latin manus (‘bàn tay’), và với một từ – đôi khi gọi là manati – dùng bởi Taíno, một tộc người ở Caribbean tiền Colombo, nghĩa là "ngực". Cái tên lợn biển xuất phát từ việc chúng là loài ăn cỏ chậm chạp, ôn hòa, giống như lợn hay bò trên cạn. Chúng thường ăn cỏ biển ở những vùng biển nhiệt đới.

## Phân loại
Các loài lợn biển là ba trong số bốn loài còn sinh tồn trong Bộ Sirenia. Loài thứ tư là cá cúi của bán cầu đông. Bộ Sirenia được cho là đã tiến hóa từ động vật có vú bốn chân trên đất liền hơn 60 triệu năm trước, với họ hàng gần nhất là các loài trong bộ Proboscidea (voi) và bộ Hyracoidea (đa man).
Lợn biển Amazon có lông màu nâu xám và làn da dày, nhăn nheo, thường với lông thô hoặc "râu ria". Hình ảnh về chúng rất hiếm; mặc dù có rất ít thông tin về loài này, các nhà khoa học nghĩ rằng chúng tương tự như lợn biển Tây Ấn Độ.

## Mô tả

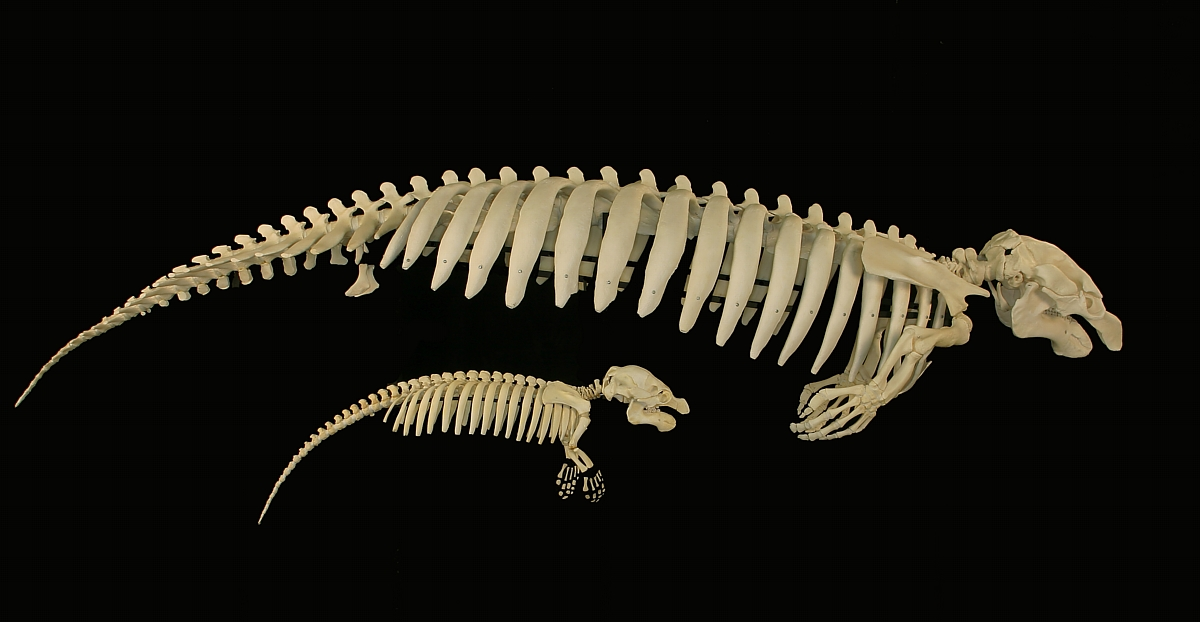
Bộ xương của một con lợn biển và một con bê, Bảo tàng Xương, Thành phố Oklahoma City

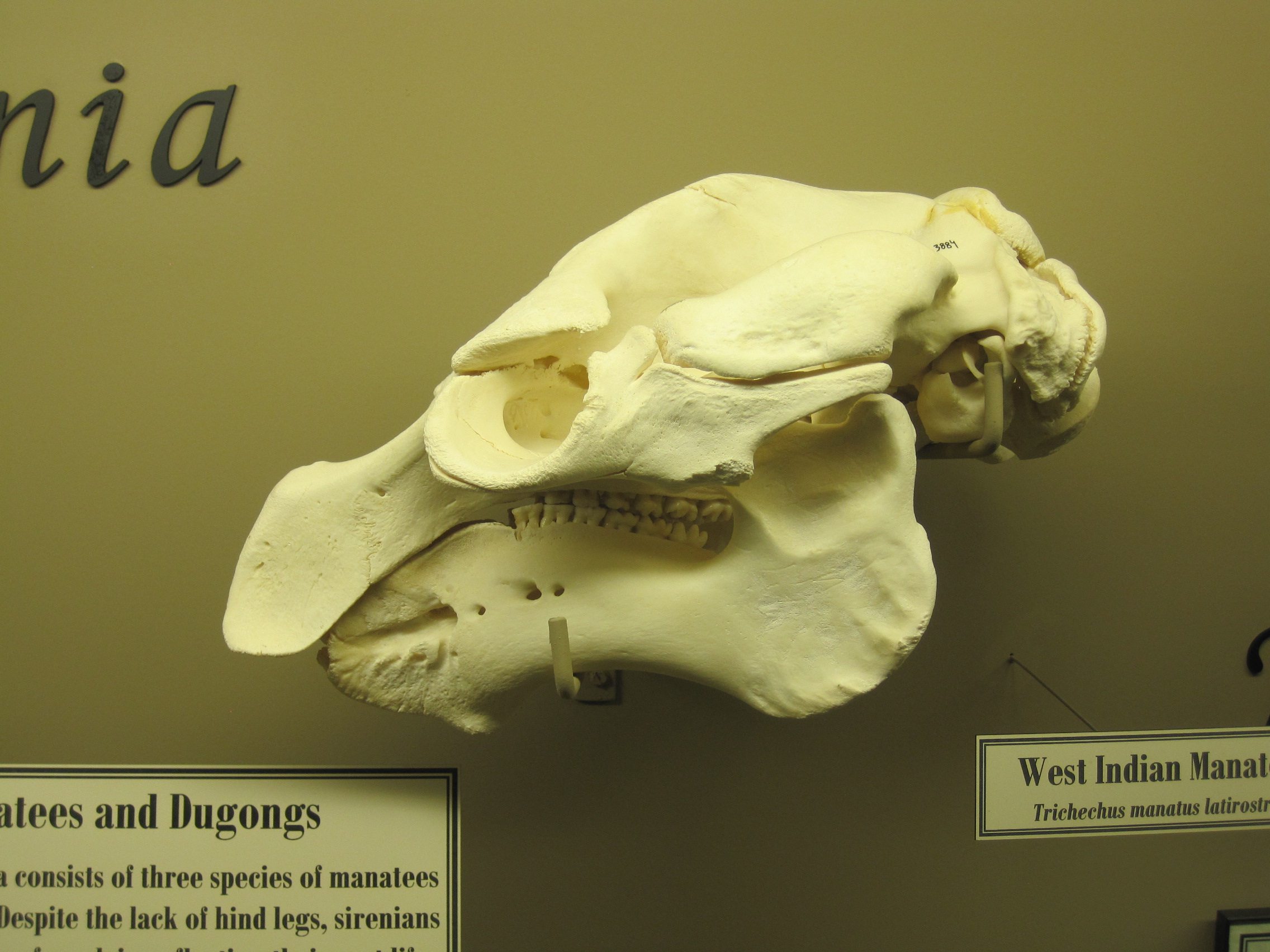
Hộp sọ của một con lợn biển Tây Ấn, Bảo tàng Xương, Thành phố Oklahoma

Lợn biển nặng từ 400 đến 550 kilogram, và dài trung bình 2,8 đến 3,0 mét, đôi khi lớn đến 4,6 mét và 1775 kilôgram (con cái thường lớn hơn và nặng hơn). Khi mới sinh, lợn biển con nặng khoảng 30 kilôgram. Lợn biển có môi trên lớn, linh hoạt, cầm nắm được, dùng để lấy thức ăn và giao tiếp và tương tác xã hội. Lợn biển có mõm ngắn hơn loài cá cúi thân cận. Mắt của lợn biển nhỏ, cách xa nhau, với mí đóng lại theo đường tròn. Cá thể trưởng thành không có răng cửa hay răng nanh, chỉ có một bộ răng má, không phân biệt rõ ràng giữa răng hàm và răng tiền hàm. Những răng này thay liên tục trong cuộc đời lợn biển, với răng mới mọc ở rìa còn răng cũ rụng từ trong miệng, có nét tương tự với cách răng voi rụng. Ở một thời điểm bất kỳ, một con lợn biển thường có không quá sáu cái răng trong mỗi hàm. Đuôi của nó có hình mái chèo, và là điểm khác biệt rõ ràng nhất giữa lợn biển và cá cúi: đuôi cá cúi hình mỏ neo, giống với cá voi. Lợn biển cái có hai đầu vú, mỗi cái nằm dưới một chân chèo, một đặc trưng được dùng để liên hệ lợn biển với voi.
Lợn biển có điểm đặc biệt trong số các loài động vật có vú là chỉ có sáu đốt sống cổ, trong khi tất cả loài thú khác có bảy, ngoại trừ lười hai ngón và ba ngón. Con số này có thể là do biến dị trong gen đồng dạng chuyển vị.
Giống ngựa, lợn biển có dạ dày đơn giản, nhưng có manh tràng lớn, dùng để tiêu hóa các loại thực vật cứng. Thông thường, ruột của chúng dài khoảng 45 mét, lớn hơn nhiều đối với một loài động vật ở kích cỡ của lợn biển.

## Hành vi

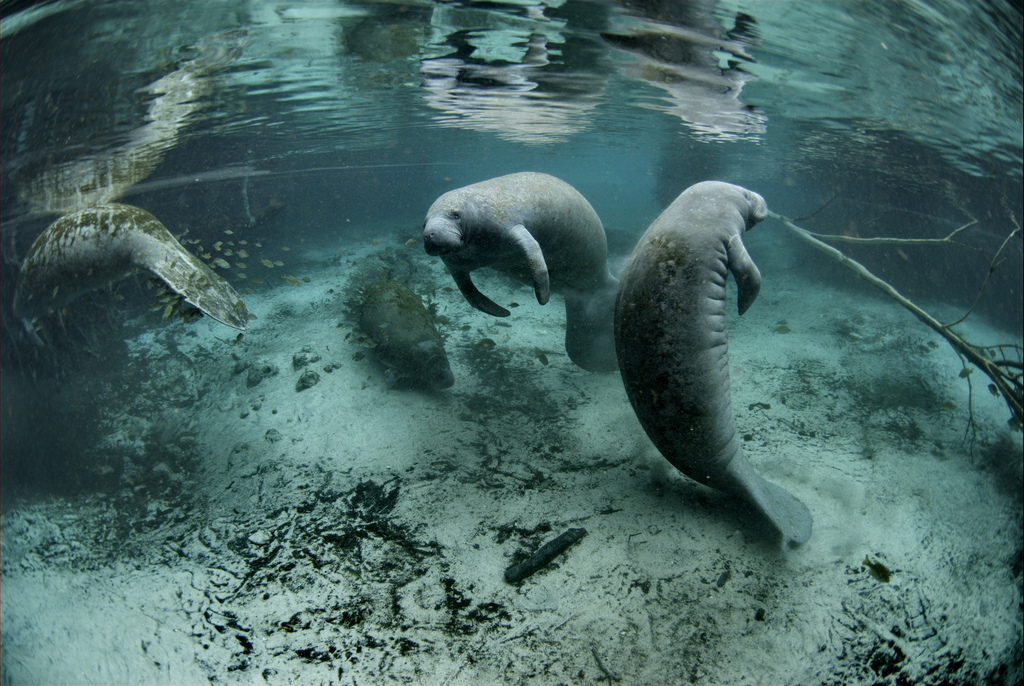
Lợn biển Florida trong tình trạng nguy cấp (Trichechus manatus)

Ngoài những con mẹ cùng con non, hoặc những con đực theo đuổi con cái, lợn biển nhìn chung là động vật đơn lẻ. Lợn biển dành khoảng 50% thời gian ban ngày ngủ dưới nước, và cứ 20 phút lại trồi lên để hít thở ít nhất một lần.  Khoảng thời gian còn lại chủ yếu dành cho việc gặm cỏ ở những vùng nước nông khoảng 1–2 mét. Phân loài lợn biển Florida (T. m. latirostris) có tuổi thọ lên đến 60 năm.

### Di chuyển
Nhìn chung, lợn biển bơi với vận tốc khoảng 5 đến 8 kilômét trên giờ (1,4 đến 2,2 m/s). Tuy nhiên, chúng cũng được biết là có thể bơi với tốc độ lên đến 30 kilômét trên giờ (8,3 m/s) trong khoảng ngắn.

### Trí thông minh và học hỏi

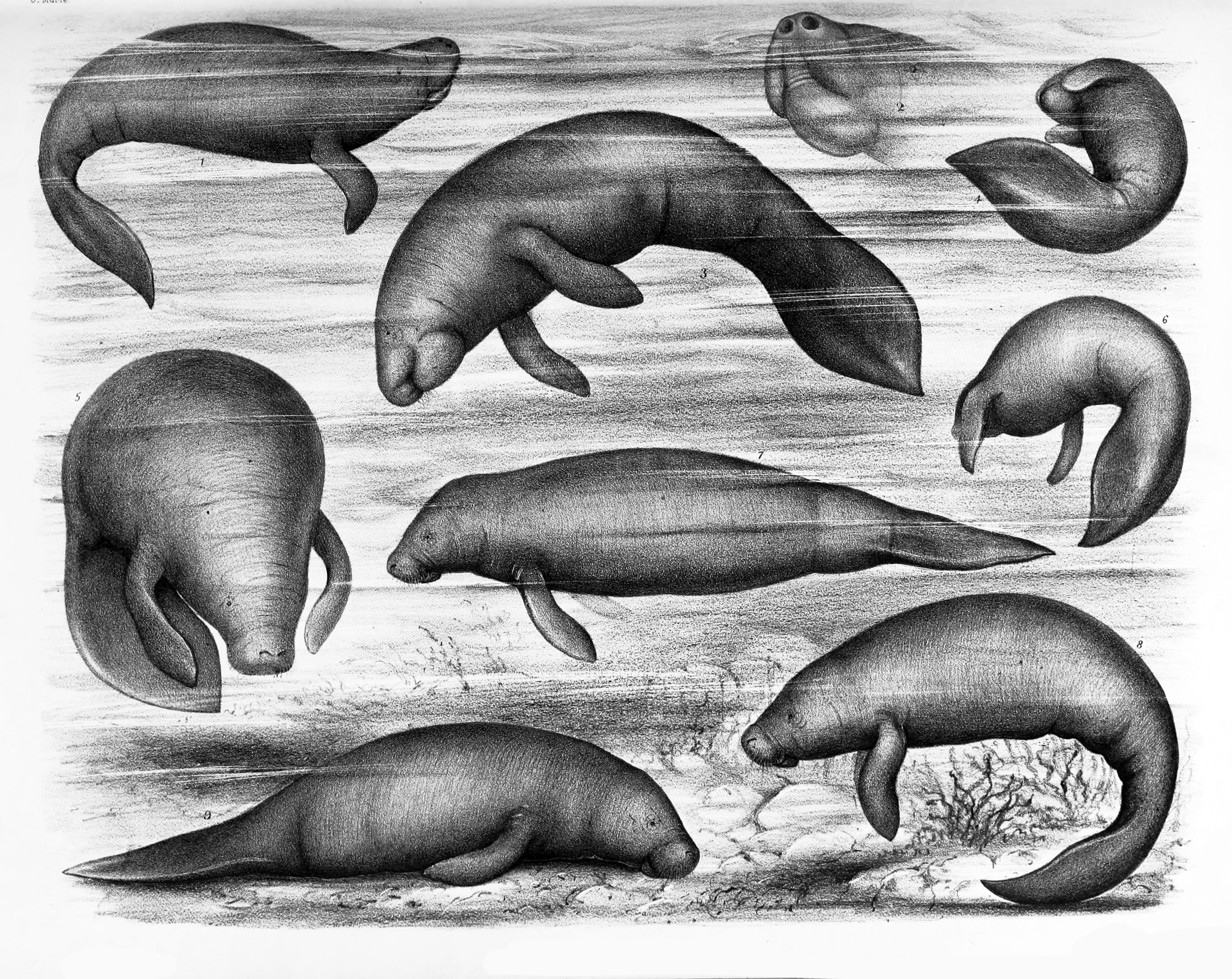
Tư thế của lợn biển được quan sát

Lợn biển cho thấy dấu hiệu của học tập liên kết phức tạp. Chúng cũng có trí nhớ dài hạn tốt. Chúng thể hiện khả năng thực hiện những tác vụ phân biệt và có thể học hỏi tương tự như cá heo và hải cẩu trong những thí nghiệm âm thanh và thị giác.

### Sinh sản
Lợn biển thường đẻ hai năm một lần, mỗi lần một con non. Thai kỳ kéo dài khoảng 12 tháng và thời gian con non ăn dặm khoảng từ 12 đến 18 tháng nữa, mặc dù con cái có thể có nhiều hơn một chu kỳ động dục mỗi năm.

## Hình ảnh

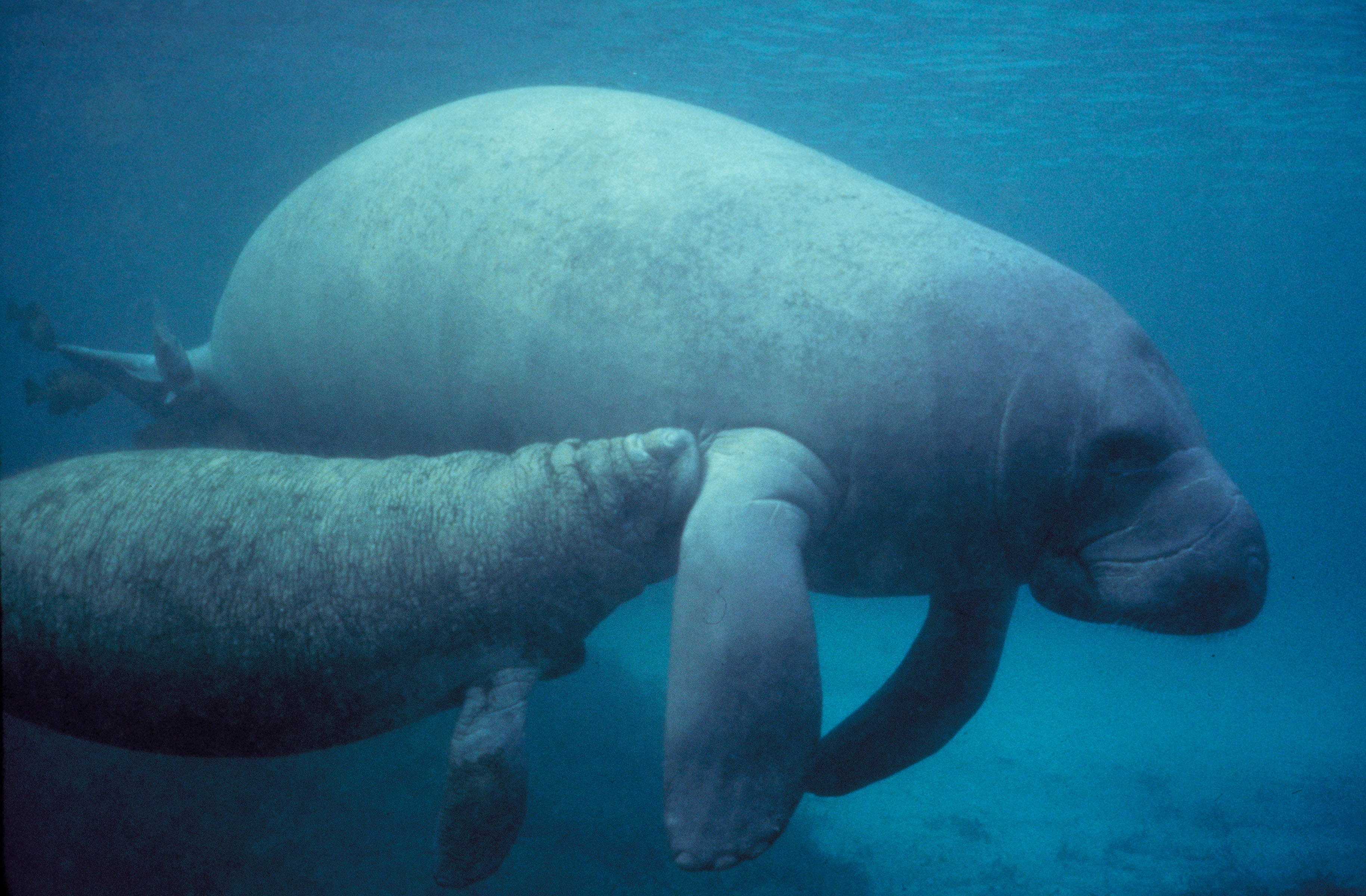
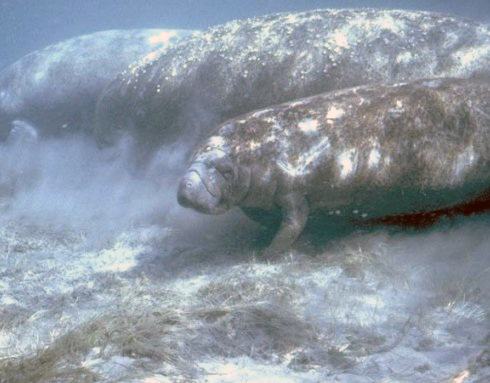
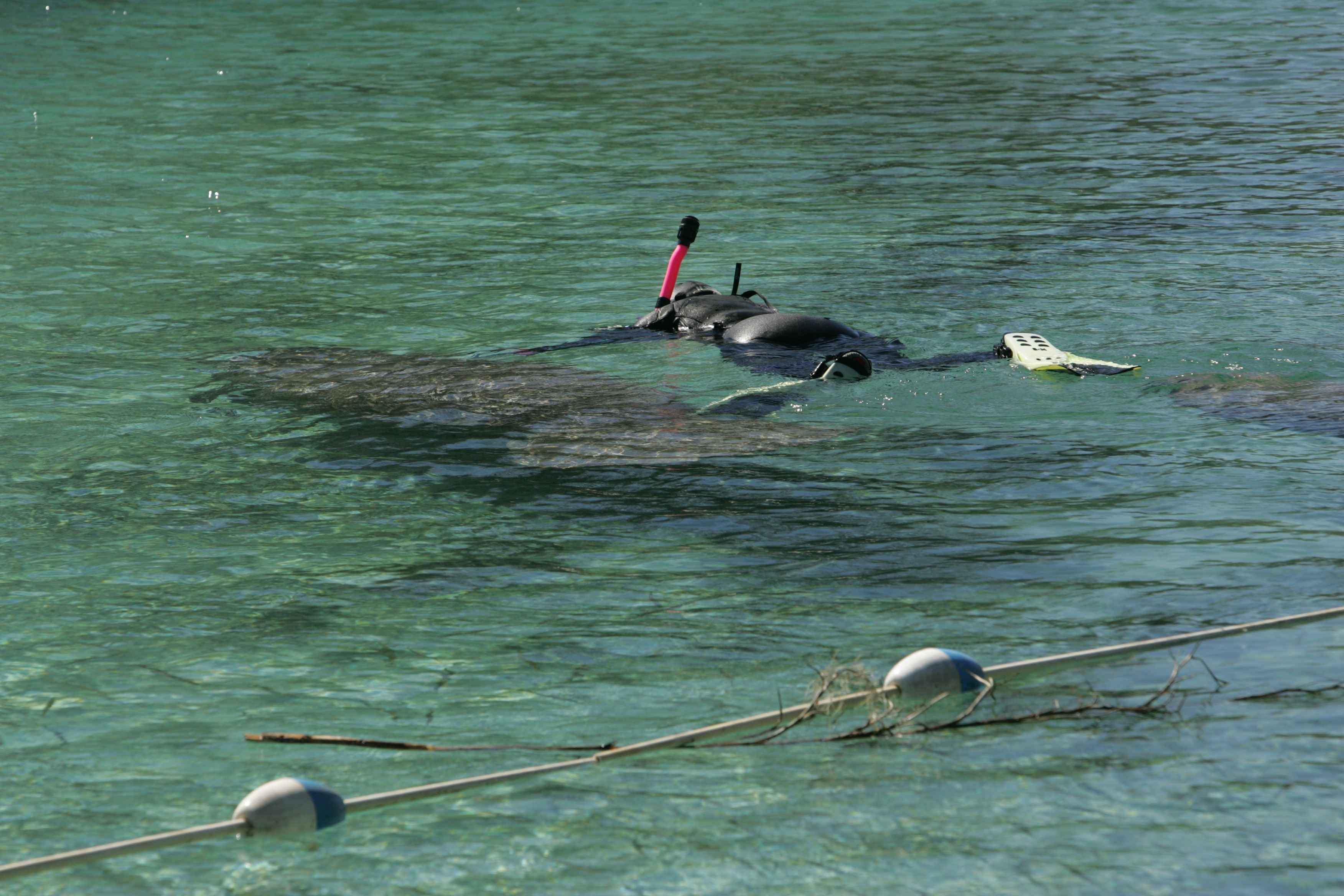
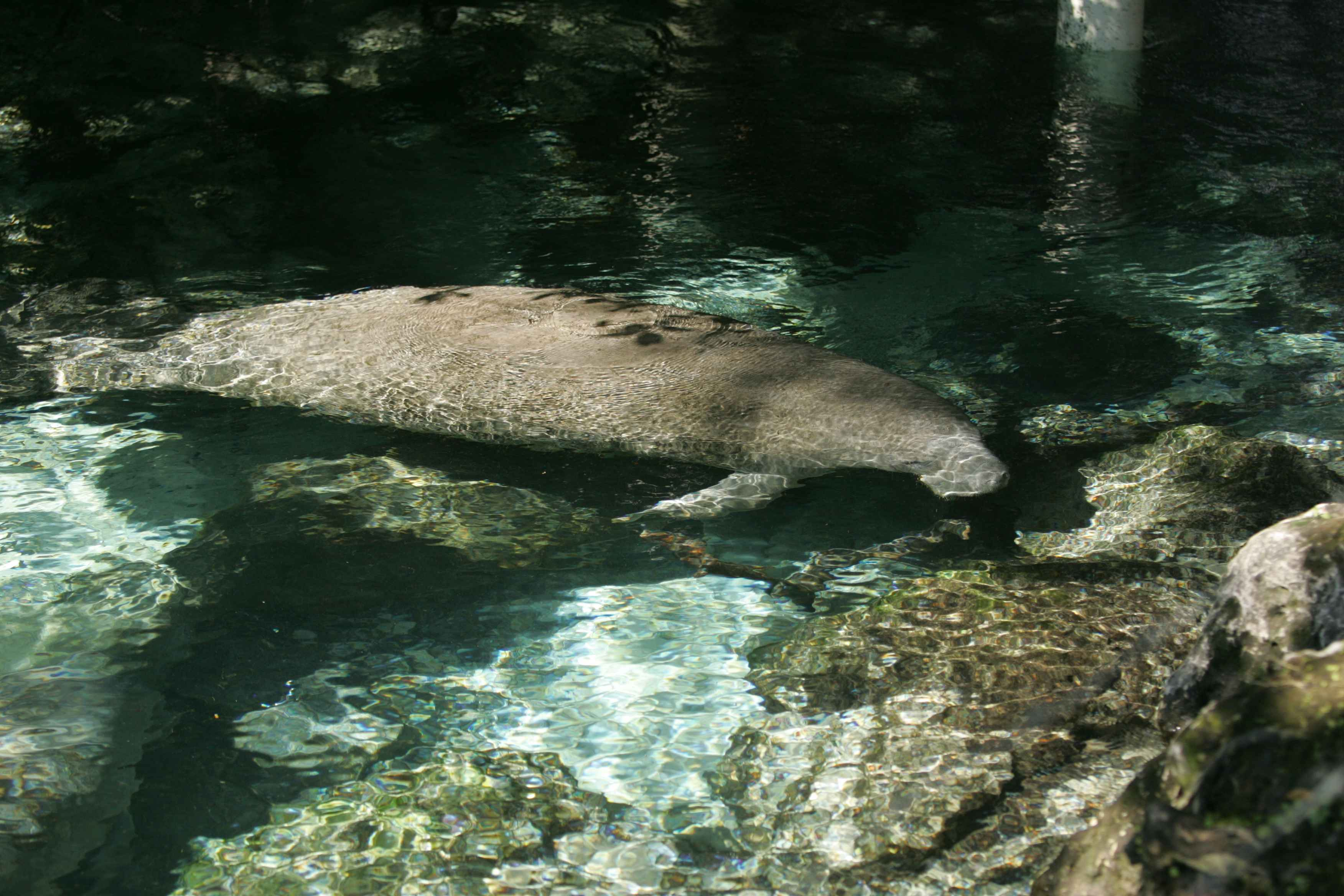

### Giao tiếp
Lợn biển phát ra âm thanh đa dạng trong giao tiếp, đặc biệt giữa con trưởng thành và con non. Tai của chúng lớn ở bên trong nhưng lỗ ngoài nhỏ, và nằm cách sau mỗi mắt khoảng 10 cm. Con trưởng thành giap tiếp để liên lạc và trong những hành vi tình dục hoặc chơi đùa. Những hình thức giao tiếp khác bao gồm khứu giác và vị giác.

### Chế độ ăn
Lợn biển là loài ăn thực vật và có thể tiêu thụ hơn 60 loại cây nước ngọt (như bèo tây, mao lương, cỏ cá sấu, bèo cái, xạ hương nước, cần nước, lá cây ngập mặn) và nước mặn (như cỏ biển, cỏ nông, cỏ lợn biển, ruppia, và tảo biển). Một lợn biển trưởng thành, sử dụng môi trên của mình, ăn khoảng một lượng thức ăn khoảng 10%–15% khối lượng cơ thể (khoảng 50 kg) mỗi ngày. Tiêu thụ lượng thức ăn lớn như thế nên lợn biển cần bảy tiếng mỗi ngay chỉ để nhai. Để xử lý hàm lượng cellulose cao trong thực đơn của mình, lợn biển lợi dụng lên men đoạn cuối ruột phôi để giúp quá trình tiêu hóa. Lợn biển từng được thấy ăn một số loài cá nhỏ bắt trong lưới.